# 표현주의 건축
표현주의 건축(表現主義 建築, 영어: expressionist architecture)은 20세기 초 유럽에서 표현주의 예술 양식과 함께 일어나 주로 독일에서 발전한 건축 사조이다. 브루노 타우트, 에리히 멘델손 등의 건축가로 대표된다.

## 같이 보기
- 표현주의